# U-1194
| U-1194                     | U-1194                                                         | U-1194                                                         |
| -------------------------- | -------------------------------------------------------------- | -------------------------------------------------------------- |
|                            |                                                                |                                                                |
|                            |                                                                |                                                                |
|                            |                                                                |                                                                |
| Під прапором               | Третій рейх                                                    | Третій рейх                                                    |
| Спуск на воду              | 5 серпня 1943 року                                             | 5 серпня 1943 року                                             |
| Виведений зі складу флоту  | 9 травня 1945 року                                             | 9 травня 1945 року                                             |
| Сучасний статус            | потоплений                                                     | потоплений                                                     |
| Проєкт                     |                                                                |                                                                |
| Тип ПЧ                     | Торпедний ДПЧ                                                  | Торпедний ДПЧ                                                  |
| Основні характеристики     |                                                                |                                                                |
| Швидкість (надводна)       | 17,7 вузла                                                     | 17,7 вузла                                                     |
| Швидкість (підводна)       | 7,6 вузла                                                      | 7,6 вузла                                                      |
| Робоча глибина занурення   | 100 м                                                          | 100 м                                                          |
| Гранична глибина занурення | 220 м                                                          | 220 м                                                          |
| Екіпаж                     | 44 особи                                                       | 44 особи                                                       |
| Розміри                    |                                                                |                                                                |
| Довжина найбільша (по КВЛ) | 67,1 м                                                         | 67,1 м                                                         |
| Ширина корпусу найб.       | 6,2 м                                                          | 6,2 м                                                          |
| Висота                     | 9,6 м                                                          | 9,6 м                                                          |
| Середня осадка (по КВЛ)    | 4,70 м                                                         | 4,70 м                                                         |
| Водотоннажність надводна   | 769 т                                                          | 769 т                                                          |
| Озброєння                  |                                                                |                                                                |
| Артилерія                  | одна палубна гармата калібру 88-мм, одна 20-мм зенітна гармата | одна палубна гармата калібру 88-мм, одна 20-мм зенітна гармата |
| Торпедно- мінне озброєння  | 4 носових і один кормовий ТА. 14 торпед або 26 мін             | 4 носових і один кормовий ТА. 14 торпед або 26 мін             |

U-1194 — німецький підводний човен типу VIIC, часів Другої світової війни.
Замовлення на будівництво човна віддане 25 серпня 1941 року. Човен заклали на верфі суднобудівної компанії «F Schichau» у місті Данциг 29 грудня 1942 року під заводським номером 1564, спущений на воду 5 серпня 1943 року. 21 жовтня 1943 року увійшов до складу 22-ї флотилії. Також за час служби входив до складу 31-ї флотилії.
Човен не виконав жодного бойового походу.
Капітулював 9 травня 1945 року у Куксгафені, Німеччина. 23 червня 1945 року переведено з Вільгельмсгафену до Лох-Раяну, Шотландія. Потоплений 22 грудня 1945 року північніше Ірландії (55°59′ пн. ш. 09°55′ зх. д. / 55.983° пн. ш. 9.917° зх. д.) вогнем корабельної артилерії у рамках проведення операції «Дедлайт».

## Командири підводного човна
- Оберлейтенант-цур-зее Гергард Нольте (21 жовтня 1943 — 11 жовтня 1944);
- Оберлейтенант-цур-зее Карл-Гайнц Лаудан (12 жовтня 1944 — 19 листопада 1944);
- Оберлейтенант-цур-зее Герберт Цайсслер (20 листопада 1944 — 9 травня 1945).